# Летас (озеро)
Летас (англ. Lake Letas) — крупнейшее пресноводное озеро Вануату и островов Океании (исключая Новую Гвинею), расположенное в центре вулканического острова Гауа в составе островов Банкс. В 2004 году включено в предварительный список объектов всемирного наследия ЮНЕСКО.
Озеро имеет U-образную форму и окружает со всех сторон (кроме юго-западной) гору Гхарат. Длина Летаса с севера на юг составляет около 9 км, ширина — около 6 км, а площадь — 19 км². Озеро находится в центре острова диаметром в 20 км на высоте примерно в 418 м над уровнем моря. Максимальная глубина составляет около 350 м. Летас представляет собой кратерное пресноводное озеро, температура воды в котором достигает 32 °C (поэтому в нём могут выжить только угри и креветки). Вода в озере не прозрачная, а слегка зеленоватого оттенка. Она регулярно вытекает из озера с восточной стороны и достигает примерно через 3 км водопада Сири, а затем впадает в реки Наманг и Мбе-Соломул, достигая в конце концов вод Тихого океана.
У озера находится крупное гнездовье водоплавающих птиц. Ввиду того, что озеро окружено болотистой местностью, у него произрастает большое количество болотной растительности, среди которой выделяются метроксилоны Варбурга (лат. Metroxylon warburgii) и болотные пальмы. Среди других растений встречаются гибискус липовидный (лат. Hibiscus tiliaceus), различные виды геликонии (лат. Heliconia sp.) и циатеа полулунная (лат. Cyathea lunulata). Кроме того, в районе Летаса зарегистрировано девятнадцать эндемичных видов растений, 39 видов птиц, из которых две трети являются эндемиками, два эндемичных вида ящериц.